# Eumops floridanus
Espèce
Statut de conservation UICN

 VU  : Vulnérable
Eumops floridanus est une espèce de chauves-souris nord-américaine de la famille des Molossidae.

## Taxonomie
Le premier fossile d’Eumops floridanus est découvert en 1922 à Melbourne (Floride). Le fossile consiste en une mâchoire préservée datant du Pléistocène ; on note sa similitude avec les genres Eumops et Molossus mais il est initialement placé dans un nouveau genre, Molossides, en raison de ce qui semble être une formule dentaire unique. Le fossile est reclassé dans le genre Eumops en 1963 sur la croyance que le fossile original ne montre pas une chauve-souris avec une seule incisive inférieure, mais plutôt que la mâchoire du fossile manque d'une incisive et que l'espèce a en fait deux incisives inférieures. Un Eumops floridanus vivant est recensé pour la première fois en Floride en 1936, auprès d'un individu recueilli dans une école secondaire au nord de Miami. Au début, il est identifié comme un spécimen d’Eumops glaucinus, on émet l'hypothèse qu'il fût introduit accidentellement par un bateau de Cuba. Dans les années suivantes, on trouve des preuves d'une population reproductrice en Floride, ce qui réfute l'idée du transport de Cuba. En 1971, Eumops floridanus est reclassée comme sous-espèce bien marquée d’Eumops glaucinus, identifiée comme Eumops glaucinus floridanus. Cette classification est maintenue jusqu'en 2004, lorsque les analyses morphologiques montrent qu’Eumops floridanus est distincte des autres sous-populations d’Eumops glaucinus par son crâne, sa masse corporelle et sa longueur d'avant-bras. La nouvelle classification établit l'espèce.

## Description

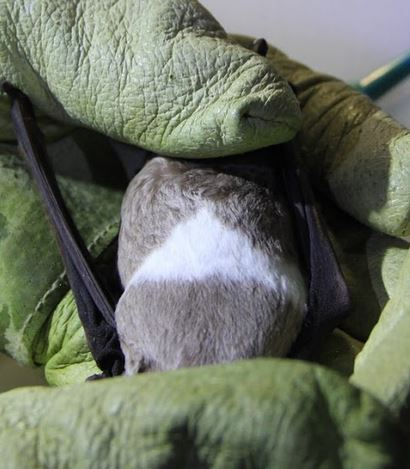
Poitrine d’Eumops floridanus.

Eumops floridanus est la plus grosse chauve-souris de Floride. Les adultes pèsent de 40 à 65 g. Les mâles et les femelles ont une masse corporelle non dimorphique. La longueur de l'avant-bras est comprise entre 60 et 65 mm. La longueur des ailes individuelles est de 108 à 115 mm, les ailes des mâles légèrement sont plus longues et plus larges que les ailes des femelles. En tant que molosside, en particulier du genre Eumops, Eumops floridanus a une charge alaire et des rapports d'aspect exceptionnellement élevés. En tant que membre de la famille des Molossidae, la queue s'étend bien au-delà du court uropatagium. La fourrure courte et brillante est de couleur gris brunâtre à brun cannelle. Les poils sont bicolores, avec la base plus claire que la pointe. Certains individus ont une bande blanche sur l'abdomen qui est de taille variable.
Les oreilles sont grandes et tournées vers l'avant, leur position donnant à la tête une apparence de bonnet. Leurs crânes ont des fosses d'os sphénoïde courtes et profondes qui aident à la vocalisation. Les mâles ont parfois une glande gulo-thoracique qui peut être utilisée pour marquer les femelles ou un site de repos. Eumops floridanus n'est pas une espèce migratrice et, contrairement aux autres espèces de chauves-souris tempérées, n'a pas de périodes d'hibernation.

## Répartition

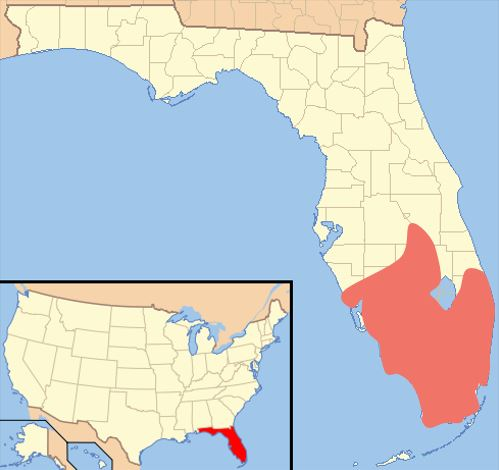
Aire de répartition d’Eumops floridanus.

Eumops floridanus est endémique du Sud de la Floride. Il est présent dans plusieurs comtés, dont Charlotte, Collier, Lee, Miami-Dade, Monroe, Okeechobee et Polk. Eumops floridanus est plus susceptible d'être détecté dans les zones agricoles, ainsi que dans les zones où les précipitations annuelles moyennes sont élevées.

## Comportement

### Reproduction
La femelle porte un seul petit. Des femelles enceintes ont été observées en avril, juin, juillet, août et septembre. Des juvéniles ont été observés en janvier, avril, mai, juin, juillet, août, septembre, octobre, novembre et décembre. On pense que les femelles sont polyestreuses saisonnièrement, ce qui signifie qu'elles pourraient se reproduire et devenir enceintes à plusieurs reprises au cours de l'année. Cependant, une population dans la zone de gestion de la faune de Babcock-Webb a le taux de grossesse le plus élevé en avril, alors que 95% des femelles adultes sont enceintes, contre 10% en août et 0% en décembre.

### Structure sociale
Eumops floridanus dort seul ou en colonie et peut former des harems. De nombreux gîtes observés ont un fort biais féminin, un harem contenant vingt femelles adultes et un seul mâle adulte. Les perchoirs ont généralement un mâle dominant, qui peut être identifié à partir d'une glande gulaire ouverte, la plus grande masse corporelle et la plus grande longueur de testicules. Les harems sont maintenus tout au long de l'année, contrairement aux autres chauves-souris de l'Est des États-Unis où les groupements sociaux varient selon les saisons.

### Alimentation
L'alimentation comprend des coléoptères, des diptères et des hémiptères.

### Habitation
Le premier gîte naturel utilisé par Eumops floridanus est découvert en 1979. Le perchoir est dans un pin des marais, dans une cavité creusée par des pics à face blanche ; l'arbre est abattu en raison d'un projet de construction d'autoroute. Le deuxième, situé à Avon Park Air Force Range, n'est localisé qu'en 2013. Il se trouvait également dans un pin des marais, dans une cavité creusée par des pics à face blanche. En 2015, un autre gîte naturel est découvert dans le refuge faunique national Florida Panther, cette fois dans un pin d'Elliott.
La première Eumops floridanus vivante est recensée en 1936 dans un bâtiment scolaire de Miami ; plusieurs individus, y compris des jeunes, sont trouvés dans d'autres bâtiments scolaires et des immeubles résidentiels à Miami dans les années 1950.

## Conservation
On croyait autrefois qu’Eumops floridanus était commune le long de la côte est de la Floride. Ses observations établissent une diminution dans les années 1960 et 1970, et en 1980, on croyait qu'elle était éteinte. Les menaces pesant sur cette espèce comprennent la dégradation présente et future de son habitat, sa petite taille de population, son aire de répartition restreinte, le petit nombre de colonies, une faible fécondité et un isolement relatif. Le changement climatique et l'élévation du niveau de la mer qui en résulte devraient entraîner une perte supplémentaire de son habitat de repos et d'alimentation. Comme sa population est très petite, les changements météorologiques prévus affecteront peut-être encore plus les espèces en voie de disparition.